# Løvøya (Porsgrunn)
Løvøya est une île de la commune de Porsgrunn,  dans le comté de Telemark en Norvège.

## Description
L'île de Løvøya est située à droite de Sandøya et au sud du Ormesfjorden. 
Sur l'île, Morten Thrane Esmark a trouvé un minéral noir qui a été envoyé au chimiste suédois Jöns Jakob Berzelius pour examen en 1828 pour une analyse plus approfondie. Berzelius a déterminé qu'il contenait un nouvel élément, qu'il a nommé thorium d'après Thor, le dieu nordique du tonnerre.